# Michael Špilar
Michael Špilar (* 8. prosince 1965) je český katolický kněz a teolog. Působí jako farář v Praze na Chodově.

## Život

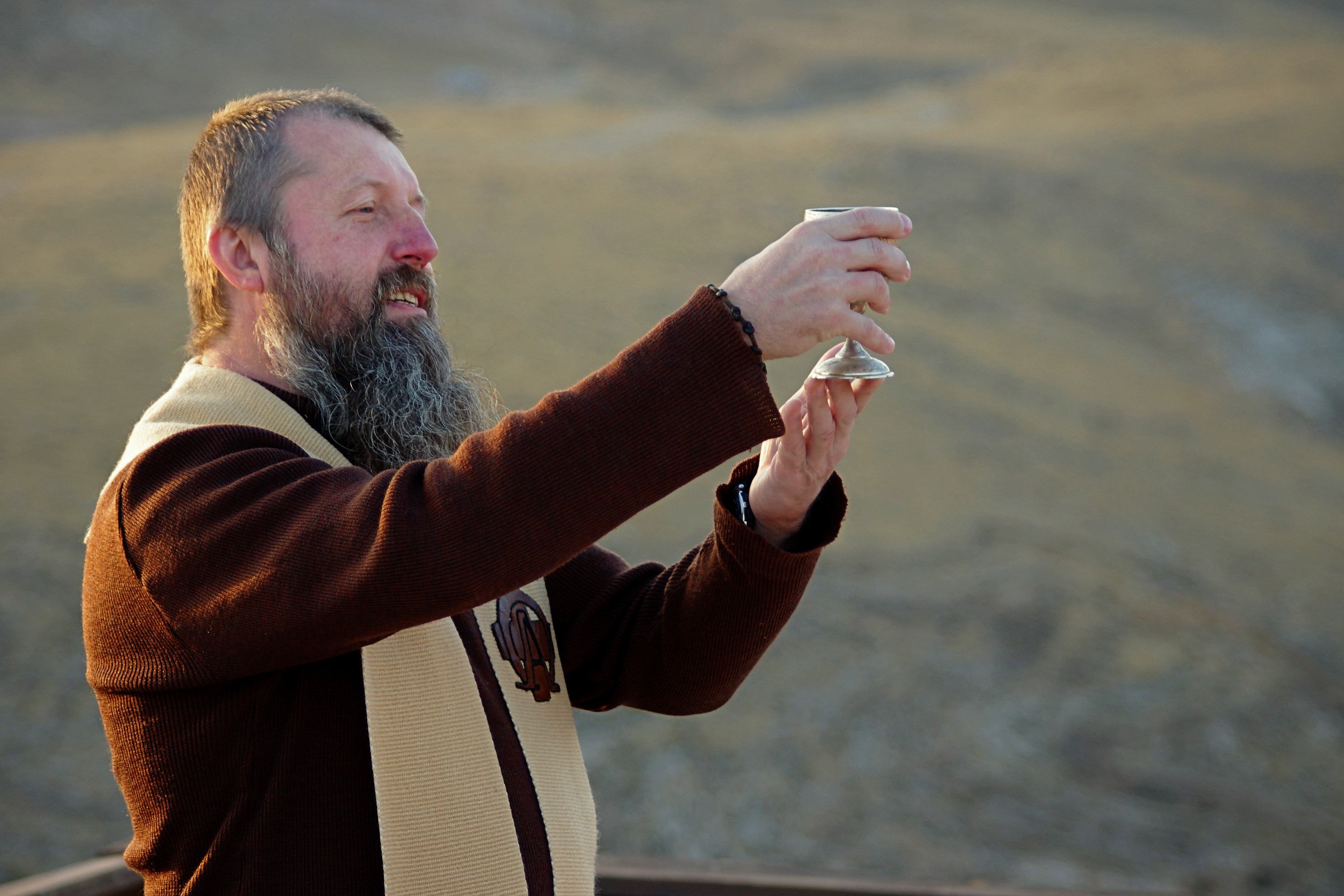
Michael Špilar slouží mši svatou v Izraeli, 2016

Pochází z vesnice blízko Prahy, vyrůstal v katolické rodině spolu s jedním bratrem a třemi sestrami. Po základní škole studoval střední průmyslovou školu se zaměřením na elektrotechniku. Následně začal studovat na Fakultě elektrotechnické ČVUT, po čtyřech letech studií se mu na podzim 1989 podařilo vyjet na svatořečení Anežky České v Římě. Tehdy se rozhodl pro studium kněžství a přihlásil se do semináře, teologii vystudoval na Katolické teologické fakultě Univerzity Karlovy. Krátce pobýval v Německu v Rohru a Eichstättu.
V duchovní správě začínal jako jáhen v Pastoračním středisku Arcidiecéze pražské, na kněze byl vysvěcen 22. června 1996. Následně působil jako výpomocný duchovní u sv. Vojtěcha v Praze, poté jako farní vikář v Berouně, od března 1997 byl ustanoven administrátorem ve farnosti Svatý Jan pod Skalou. Tam začal působit na Vyšší pedagogické škole, 7 let byl školním kaplanem a spirituálem. V letech 1997–2002 pracoval jako koordinátor Charismatické obnovy v ČR. Pak studoval obor Spiritualita na Teresianu v Římě a po dvou letech získal licenciát z teologie.
Po studiích se vrátil do duchovní správy farnosti Stodůlky v Praze, spravoval zde i Komunitní centrum svatého Prokopa a dále vyučoval externě ve Svatém Janu pod Skalou. Poté odešel na dva roky do Kostelního Vydří do karmelitánského kláštera, kde absolvoval postulát a noviciát. Po domluvě se však opět vrátil do pražské arcidiecéze, kde se od 1. 9. 2013 stal administrátorem farnosti na Chodově, později byl ustanoven farářem tamtéž – do jeho působnosti spadá i Komunitní centrum Matky Terezy.
Michael Špilar má blízko ke karmelitánské spiritualitě a má v oblibě starozákonní biblické texty. Působí v týmu křesťanského letního tábora pro mládež JUMP.

## Dílo
- Křížová cesta. Karmelitánské nakladatelství, 2011. ISBN 978-80-7195-453-8[6]